# Nembrotha lineolata
Nembrotha lineolata is een zeenaaktslak die ongeveer 5 centimeter groot wordt en leeft in de tropische wateren van Tanzania, Australië, Papoea-Nieuw-Guinea, Indonesië, de Filipijnen, Okinawa en Japan.
Als larve voedt ze zich met planton als volwassen exemplaar voedt ze zich met zakpijpsoorten.

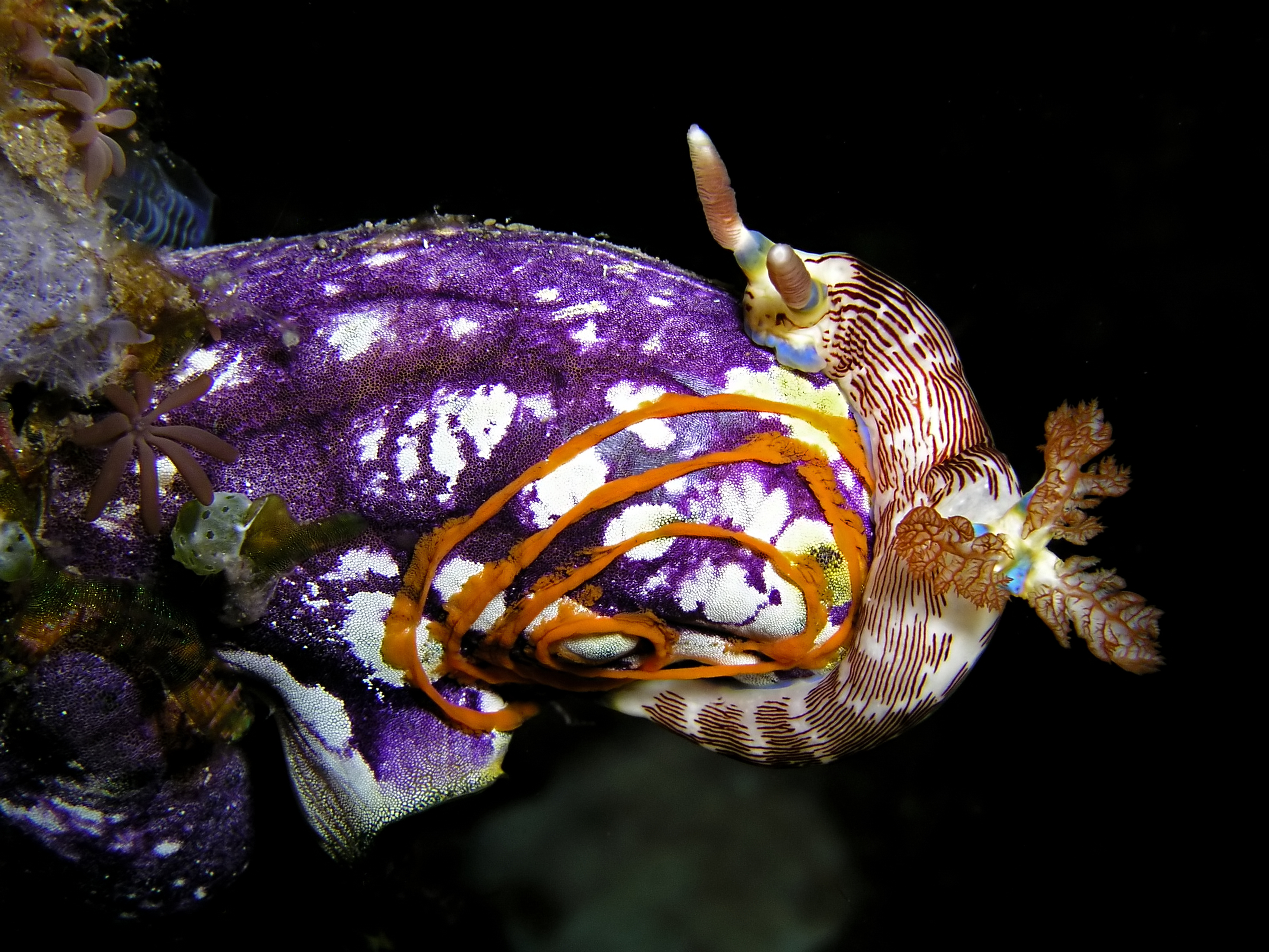
Een Nembrotha lineolata legt een eierspiraal op een Polycarpa aurata (zakpijpsoort) in de buurt van de Oost-Timorese stad Metinaro.